# Халес
Халес (на латински: Hales) е цар на трибалите през 370-те години пр.н.е.
През 376 пр.н.е. цар Халес пресича „Mount Haemus“ и воюва против Абдера. През 375 пр.н.е. атинският военачалник Хабрий го отблъсква.